# Mohamed Ali Chihi
Pour les articles homonymes, voir Chihi.
Mohamed Ali Chihi, né le 2 août 1961, est un diplomate tunisien.

## Biographie

### Études universitaires
Après un baccalauréat en mathématiques et sciences obtenu au lycée technique de Bizerte, Mohamed Ali Chihi décroche une maîtrise en sciences économiques à la faculté de droit et des sciences économiques et politiques de Tunis. Il est ensuite diplômé du cycle supérieur de l'École nationale d'administration et de l'Institut international d'administration publique de Paris en diplomatie de crise.

### Carrière professionnelle
En 1989, il devient diplomate à l'ambassade de Tunisie à Rome (Italie), avant de diriger le service administratif du ministère des Affaires étrangères en 1990,. Par la suite, en 1993, il est nommé conseiller à l'ambassade de Tunisie à Téhéran (Iran), avant d'être détaché en 2001 à l'Organisation arabe pour l'éducation, la culture et les sciences, chargé de l'évaluation, comme conseiller diplomatique.
En 2006, il devient directeur adjoint chargé des postes diplomatiques à l’étranger au ministère, jusqu'en 2011, date à laquelle il est nommé consul général à Marseille (France). En 2013, il devient directeur général des affaires consulaires du ministère des Affaires étrangères, puis, en 2014, secrétaire général du ministère. Le 31 octobre 2014, il devient ambassadeur de Tunisie en France. Remplacé par Abdelaziz Rassâa le 23 février 2017, il est, au terme de sa mission, le 6 janvier 2017, décoré des insignes de commandeur de la Légion d'honneur. Le 16 mars 2017, il devient ambassadeur de Tunisie à Moscou (Russie).

## Vie privée
Mohamed Ali Chihi est marié et père de deux enfants.